# Нанкан

32°58′41″ пн. ш. 130°36′21″ сх. д. / 32.97806° пн. ш. 130.60583° сх. д.
Нанкан (яп. 南関町) — містечко в Японії, в повіті Тамана префектури Кумамото.